# Magdalena Tocco
Magdalena Tocco (zm. listopad 1429) – córka Leonarda II Tocco, żona despoty Mistry Konstantyna XI Paleologa. 

## Życiorys
Jej ślub odbył się marcu 1428 roku. Jako posag Konstantyn XI otrzymał ziemie rodziny Tocco na Peloponezie. W czasie ślubu została przechrzczona na Teodorę. Zmarła bezdzietnie półtora roku później w zamku Saint-Omer. Pochowana jest w Mistrze. 